# Unité urbaine de Fouras
L'unité urbaine de Fouras est une unité urbaine française constituée par la commune de Fouras, station balnéaire sur la côte atlantique de la Charente-Maritime.

## Données générales
En 2010, l'INSEE a procédé à une redéfinition des zonages des unités urbaines de la France; celle de Fouras est demeurée inchangée et forme donc une ville isolée selon la nomenclature de l'Insee qui lui a donné le code 17115. 
En 2007, avec 4 056 habitants, elle constitue la 17e unité urbaine de Charente-Maritime et appartient à la catégorie des unités urbaines de 2 000 à 4 999 habitants.
Sa densité de population qui s'élève à 426 hab/km² en 2007, en fait l'une des unités urbaines les plus densément peuplées de la Charente-Maritime.

## Délimitation de l'unité urbaine de 2010
Unité urbaine de Fouras dans la délimitation de 2010 et population municipale de 2007
| Commune urbaine | Superficie | Population | Densité de population | Statut       |
| --------------- | ---------- | ---------- | --------------------- | ------------ |
| Fouras          | 9,51 km²   | 4 056 hab. | 426 hab/km²           | Ville isolée |

## Sources et références
1. ↑  Composition de l'unité urbaine de Fouras en 2010 - Source : Insee